# Mariano Moro
Mariano Moro is een gemeente in de Braziliaanse deelstaat Rio Grande do Sul. De gemeente telt 2.304 inwoners (schatting 2009).